# سیارک ۱۸۱۹۰
سیارک ۱۸۱۹۰ (به انگلیسی: 18190 Michaelpizer، نامگذاری:2000QY89) هجده هزار و صد و نودمین سیارک کشف شده‌است که در ۲۵ اوت ۲۰۰۰ کشف شد.
قدر مطلق سیارک برابر ۱۸.۶ است.